# Charles Baissac
Pour les articles homonymes, voir Baissac.
Charles Baissac, né le 13 septembre 1831 à Port-Louis (Île Maurice) et mort le 3 décembre 1892 à Beau-Bassin Rose-Hill (Île Maurice), est un auteur mauricien, spécialiste du créole mauricien et du folklore de l'Île Maurice.

## Biographie
Basile Charles Baissac appartient à une famille originaire de France. Son grand-père, professeur de français, s'est installé à Maurice.
À onze ans, son père pharmacien l'envoie en France poursuivre ses études, d'abord au collège de Lorient puis au collège Henri-IV, à Paris. Il commence ensuite des études médicales, mais il les abandonne vite pour des études littéraires.
En 1854, il rentre à Maurice. Il travaille comme précepteur et enseigne dans des collèges privés. Il fait paraître des chroniques théâtrales sous le pseudonyme de Basile Vespus. En 1870, il est engagé comme professeur au Collège royal, où il enseigne le français à partir de 1875. Ce poste lui donne la stabilité financière qui lui permet de se consacrer à son œuvre d'écrivain et de folkloriste.
Il a donné la première étude solide du créole mauricien et permet de connaître l'état de ce créole au XIXe siècle. En collectant de nombreux contes et sirandanes, il les a préservés de la disparition. Il est aussi l'auteur d'œuvres littéraires personnelles : pièces de théâtre, poésie.
En 1892, le cyclone du 29 avril détruit sa maison ; il se réfugie alors à Beau Bassin, où il meurt le 3 décembre. Il est enterré à Port-Louis, au cimetière de l'Ouest, où sa tombe a été classée comme patrimoine national en 1970.
Charles Baissac a été fait chevalier de la Légion d'honneur à titre posthume. Il est le grand-oncle des agents secrets britanniques Claude de Baissac et Lise de Baissac.

## Œuvres
- Étude sur le patois créole mauricien, Nancy, Berger-Levrault, 1880 (rééd. : Genève, Slatkine, 1976, 2011 - La Réunion, Surya Editions, 2011).
- Récits créoles, Paris, Oudin, 1884. Lire sur gallica.
- Le folk-lore de l'Île-Maurice, Paris, Maisonneuve et Larose, 1888, rééd. 1967 (texte créole et traduction française). Lire sur Wikisource.
- Sirandann sanpek. Zistwar an Kreol. 28 hundred-year-old Folk Stories in Kreol with English Translation alongside, Port-Louis, 1989.
- Zistoire Prince Sabour et autres contes mauriciens, Quatre Bornes, 1995 (en français et créole).
- Histoire des quatre cloches et autres contes mauriciens, Quatre Bornes, 1995 (en français et créole).